# Данил Донале
Преподобни Данил Донале је православни светитељ из X века. Био је гувернер острва Ниверте, код Кадикса у Шпанији.
Примивши хришћанство, одлази у Рим, где се замонашио. Касније одлази у Цариград, где се више пута сусретао с царевима Константином VII и Романом II.
Неко време живео је и у Јерусалиму, где је примио велику схиму од патријарха Христодула, и узео име Стефан.
Пред крај живота био је прогоњен у Мисир, где је претрпео многе муке и умро.
Умро је крајем X века.
Православна црква прославља преподобног Данила 17. децембра по јулијанском календару.